# Rhadinopasa udei
Rhadinopasa udei är en fjärilsart som beskrevs av Karsch 1891. Rhadinopasa udei ingår i släktet Rhadinopasa och familjen svärmare. Inga underarter finns listade.